# Escuela de Arte Dramático Adrià Gual
La Escuela de Arte Dramático Adrià Gual o EADAG (1960 - 1975) fue una escuela de teatro fundada el 1960 por Ricard Salvat y Maria Aurèlia Capmany como sección teatral del Fomento de las Artes Decorativas (FAD). Tenía su sede en la Cúpula del cine Coliseum de Barcelona. Fue heredera en parte de la Agrupación Dramática de Barcelona (ADB) y tomando el nombre del dramaturgo Adrià Gual, la EADAG supuso una renovación de los planteamientos teatrales del momento.

## Historia y trayectoria

### Contexto
En el momento de la creación de la EADG el teatro catalán se limitaba a los dramas de Josep Maria de Sagarra en el Teatro Romea de Barcelona y a las comedias comerciales interprestadas por Joan Caprilpor lo que la DAG esseapropuso la recuperación y revaloración de los clásicos del teatro catalán así como de autores españoles de la generación realista además de otros autores de la cultura española olvidados o maltratados por las carteleras comerciales como Federico García Lorca o Miguel de Unamuno.

### Escuela de Arte Dramático Adrià Gual
Se conformó como un espacio de formación abierto a actores, directores o investigadores con vocación de interdisciplinariedad. Contaron con la colaboración de escritories, artistas plásticos, arquitectos, e intelectuales del momento, como Joan Brossa, Avel·lí Artís Gener (Tísner), Albert Ràfols-Casamada, Josep Guinovart, Maria Girona, Josep Pla-Narbona, Iago Pericot, Josep Maria Subirachs, entre muchos otros.
La compañía se especializó en la formación de técnicas brechtianas -Salvat había pasado una época en Alemania donde estudió filosofía, sociología y técnicas teatrales-. La obra de Bertolt Brecht y el trabajo de la compañía Berliner Ensemble, así como la puesta en escena del director Erwin Piscator fueron el modelo.También se trabajaba con técnicas actorales de Stanislavski, técnicas de mimo y de la Comedia del Arte. Todo ello supuso una renovación de los planteamientos teatrales del momento desde una firme voluntad de profesionalización. 
A partir del 1966 la EADAG estrenó varios espectáculos en el Teatro Romea durante cuatro temporadas. Con puestas en escena de textos catalanes junto a obras internacionales rupturistas como Insultos al público, de Peter Handke, la compañía tenía como objetivo situar el teatro catalán en la hora europea. Destaca la importancia de Primera historia de Esther y de Ronda de muerte en Sinera, de Salvador Espriu, autor que acompañó la trayectoria de la historia de la escuela y que fue referente de montajes emblemáticos de la compañía y del director Ricard Salvat.
Quería apartarse del teatro realizado durante el régimen franquista, introducir nuevas técnicas y renovar el panorama teatral catalán. Tomó el nombre del dramaturgo Adrià Gual i Queralt (1872-1943). Entre los alumnos más destacados de la escuela están Josep Montanyès, Carme Sansa, Francesc Nel·lo, Enric Majó, Josep Anton Codina Olivé, Josep Maria de Sagarra, Feliu Formosa, Carme Fortuny y Teresa Devant.
Recogió en algunos aspectos el testigo de la Agrupación Dramática de Barcelona (ADB) y en 1965 marcó un hito en el teatro catalán con el estreno de Ronda de muerte en Sinera, de Salvador Espriu y Ricard Salvat.

### Compañía de Teatro Adrià Gual
El 1966 se transformó en Compañía de Teatro Adrià Gual, que desde entonces ha actuado a festivales europeos (Nancy, Madrid, San Sebastián, París, Venecia) y ha presentado montajes con obras de Brecht, Sartre y Salvador Espriu.
El 1975 Daniel Giralt-Miracle y el Consejo Directivo del FAD decidieron cerrar la escuela definitivamente. En quince años, la escuela había realizado ciento cincuenta montajes. Tras peripecias debidas a la situación confusa de la transición, Salvat y su equipo pudieron continuar su trabajo en la nueva Escuela de Estudios Artísticos de Hospitalet de Llobregat hasta 1978 cuando el ayuntamiento de Hospitalet decidió cerrar la escuela.
La EADAG no tuvo continuidad por motivos económicos y porque los medios de comunicación de la época no se hicieron eco. A pesar de ello favoreció la aparición de grupos de teatro independiente dado que la formación adquirida resultó un importante contrapunto al esclerótico Instituto del Teatro adherido al régimen franquista y supuso un paso definitivo en la renovación teatral catalana.